# Werner Jeanrond
Werner Günter Adolf Jeanrond, född 2 mars 1955 i Saarbrücken i dåvarande Saarprotektoratet (idag Saarland, Tyskland), är en tysk romersk-katolsk teolog.

## Biografi
Jeanrond studerade teologi, tyska språket och litteraturen samt utbildningsvetenskap vid universiteten i Saarbrücken, Regensburg och Chicago. År 1979 avlade han ämbetsexamen vid Saarbrückens universitet och disputerade 1984 vid University of Chicago under handledning av David Tracy och Paul Ricoeur. År 1985 avlade han Master of Arts-examen vid University of Dublin.
Från 1981 till 1994 var Jeanrond lektor i teologi vid universitetet i Dublin och forskare vid Trinity College. Från 1995 till 2007 var han professor i systematisk teologi vid Lunds universitet. Han var där handledare för Antje Jackeléns doktorsavhandling. 
Från 2008 till 2012 var Jeanrond professor i teologi vid University of Glasgow. Efter hans avgång från Glasgow utsågs han till hedersmedlem av akademin. År 2012 blev han rektor vid St Benet Hall.
Jeanrond har varit chef för School of Biblical and Theological Studies vid Trinity College i Dublin, dekanus för teologiska fakulteten och prodekanus för humaniora vid Lunds universitet, invald i svenska Vetenskapsrådet och Nordiska Forskningsrådet för humaniora och samhällsvetenskap, biträdande chef för School of Critical Studies vid University of Glasgow samt mångårig styrelseledamot för Stiftelsen Concilium och andra akademiska styrelser och kommittéer.

## Utmärkelser, ledamotskap och priser
- Ledamot av Vetenskapssocieteten i Lund (LVSL, 1995)[1]
- Fulbrightstipendium för doktorandstudier vid University of Chicago (1979–1981)
- Ett Robertsonstipendium vid University of Glasgow (2004)